# In den Süden
In den Süden (Originaltitel: Vers le sud) ist ein französisch-kanadisches Filmdrama aus dem Jahr 2005. Regie führte Laurent Cantet, der gemeinsam mit Robin Campillo auch das Drehbuch anhand des Romans La chair du maître von Dany Laferrière schrieb.

## Handlung
Haiti zur Zeit der Duvalier-Diktatur, Ende der Siebziger Jahre.
Während er am Flughafen die Ankunft eines weiblichen Gastes aus den USA erwartet, beschwört in der Eingangsszene eine ältere Frau den wohlhabenden Besitzer des kleinen Strandhotels „Petite Anse“, ihre fünfzehnjährige Tochter „zu sich zu nehmen“, da die Familie nach der Verhaftung und dem Verschwinden ihres Ehemanns in Not geraten sei. Als dieser ablehnt, droht sie ihm, er möge sich vorsehen: „Die bösen Masken mischen sich unter die guten Masken. Und Masken tragen in diesem Land alle.“
Unterdessen trifft Brenda ein, eine etwa fünfzigjährige Hausfrau aus Savannah / Georgia. Bereits auf der Fahrt zum Hotel kann sie Vorfreude und Spannung nicht verstecken und schon ihr erster Gang zum Strand macht deutlich, dass für die weißen Gäste jeder nur denkbare Service ermöglicht wird. In einem am Strand liegenden jungen Schwarzen entdeckt sie gleichzeitig, wonach sie gesucht hat: Den inzwischen achtzehnjährigen Legba, ihren bei ihrem letzten Aufenthalt noch minderjährigen Liebhaber. Als sich dieser nach kurzer Überraschung einer Gruppe mit anderen amerikanischen Sextouristinnen zugesellt, wird klar, dass Legba nicht auf die romantisch veranlagte Brenda gewartet hat. Im Mittelpunkt des Geschehens am Strand steht die ebenfalls am Rand des Alters stehende Französischprofessorin Ellen aus Boston, eine selbstbewusste Intellektuelle, während sich Legba offenbar seit dem ersten Aufeinandertreffen mit Brenda drei Jahre zuvor zum begehrten professionellen Liebhaber entwickelt hat. Trotz der Begrüßung „Willkommen im Paradies!“ wird gleich beim ersten Aufeinandertreffen von Ellen und Brenda klar, dass jede Legba auf ihre eigene Weise für sich beansprucht.
In einem Einschub erzählt Brenda, wie ihre Beziehung zu Legba während einer früheren Reise mit ihrem Ehemann zustande kam. Daraus geht hervor, dass sie durch Sex mit dem Fünfzehnjährigen im Alter von 44 Jahren ihren ersten Orgasmus erlebt hat und darum nun auf Suche nach einer Wiederholung dieses Erlebnisses ist.
Ein Geplauder von Legba mit weiblichen Hotelangestellten macht deutlich, dass sich alles nur auf Sex konzentriert: „Wollen wir tauschen? Du macht die Terrasse und ich geh vögeln!“
Der stets ernsthaft erscheinende Hotelbetreiber hingegen scheint sich als Einziger klar darüber zu sein, auf welch fragilem Fundament alles steht in einem Land, in dem Angehörige der Todesschwadron Tonton Macoute willkürlich Jagd auf Einheimische machen, die ihnen missliebig erscheinen oder Erpressung nicht beugen, während Touristen unantastbar sind.
Aus dem zweiten Einschub wird der Frust der 55-jährigen Ellen mit ihrem heimischen Alltag als Französischprofessorin deutlich. Obwohl sie das Land Haiti verabscheut, verbringt sie seit 6 Jahren jeden Sommer dort im selben Hotel. Die wahren Verhältnisse im Land scheinen sie – nicht anders als die anderen Frauen – kaum zu berühren. Ein Schwenk ins normale Leben von Legba an einer Straße von Port-au-Prince schildert dagegen eine erste Begegnung mit „Eintreibern“ der gefährlichen „Macoute“.
Abend, Hotelterrasse. Als Brenda am Abend Legba unter den Augen von Ellen zum Essen einlädt, weigert sich der Hotelbetreiber Albert mit Hinweis auf die Vorschriften, ihn zu bedienen. Im darauf folgenden dritten Einschub erläutert Albert seine nationalistische Haltung, seine Verachtung für alle Weißen und die Macht des Geldes.
Ein abendlicher Strandspaziergang von Brenda mit Legba endet mit Sex.
Die üppige Sue offenbart sich in ihrem persönlichen Statement als Arbeiterin, die trotz ihres aus Männern bestehenden Umfelds keine wirkliche Beziehung findet: „Zu Hause habe ich Null Interesse an Schwarzen. Hier sind sie einfach anders...“
Beim Baden von Legba mit Ellen wird klar, dass er sich im Innersten nicht nach alten, sondern jungen Frauen sehnt. Unterwegs nach Hause wird er vom Fahrzeug einer reich geschmückten jungen Frau mit Fahrer – einer mutmaßlich früheren Freundin – aufgenommen, die inzwischen Konkubine eines „Colonels“ ist. Aus der Begegnung wird ersichtlich, dass sie beide gleichermaßen Gefangene des brutalen Systems sind.
Als Ellen am Abend die durch den Sex wiederbelebte Zuneigung Legbas zu Brenda spürt, beleidigt sie ihn als „gewöhnlichen Neger aus Harlem“, woraufhin ihm Brenda im Tanz ihre romantischen Gefühle offenbart.
Marktbummel von Brenda mit Legba. Während der zunächst harmonischen Rückkehr machen plötzlich in zwei Autos eintreffende bewaffnete „Macoutes“ Jagd auf Legba. In einem Gespräch mit Sue bricht Brenda anschließend zusammen und schluckt übermäßig viele Beruhigungsmittel. Nach der Rückkehr von Legba versucht hingegen Ellen die Initiative zurückzugewinnen, indem sie sich als seine „Helferin“ präsentiert. Ihr Angebot, ihn aus dem Land zu bringen, lehnt er jedoch wortlos ab. Anschließend besucht Legba seine Mutter, die keine Vorstellung davon hat, wie ihr Sohn das Geld verdient, was er ihr übergibt.
Während Brenda unbehelligt einen einsamen Strandspaziergang macht und sich anschließend in einer Tanzbar niederlässt, wird Legba verschleppt, ermordet und zusammen mit einem ebenfalls ermordeten schwarzen Mädchen am Strand vor Alberts Restaurant abgelegt, der die entkleideten Leichen am Morgen entdeckt. Brenda und Sue nehmen ohne erkennbare tiefere Anteilnahme am Abtransport der Leichen teil.
Ellen lässt ihren Frust an Brenda aus, indem sie ihr vorwirft, ihre „Idylle“ zerstört zu haben. Der Grund für den Mord bleibt ihr schleierhaft, aber sie reist mit Zweifeln an sich selbst nach Hause.
Brenda reist mit dem Vorsatz ab, ihren Sextourismus auf anderen Karibikinseln fortzusetzen: „Vielleicht hab ich ihn gar nicht geliebt… vielleicht habe ich nur die Art, wie er mich ansieht, geliebt…“

## Kritiken
Mick LaSalle schrieb in der San Francisco Chronicle vom 1. September 2006, der Film sei genauso traurig wie das Leben. Er erzähle eine moralisch und emotional komplexe Geschichte, in der Menschen etwas anderes tun, als sie denken. Er zeige normale, wiedererkennbare und sympathische Menschen, die sich selbst verurteilen. LaSalle lobte die Darstellung von Charlotte Rampling, die ein Wesen der gespielten Figur nahelege, welches sich vom gesehenen Verhalten unterscheide. Ähnlich „außergewöhnlich“ und „subtil“ sei auch das Spiel von Karen Young.
Das Lexikon des internationalen Films schrieb, der Film sei „von zwei exzellenten Schauspielerinnen getragen“ und „mehrfach kodiert“. Er werte die gezeigten Ereignisse nicht in moralischen Kategorien. Durch die „vage Gleichordnung der Beobachtungen“ gelinge ihm die Darstellung „kluger Bilder für die komplexen emotionalen und sozialen Beziehungen“. „Prägnante Nebenhandlungen und eingestreute Interview-Passagen“ würden „die Beobachtungen ins Verallgemeinerbare“ vertiefen.

## Auszeichnungen
Laurent Cantet wurde im Jahr 2005 für den Goldenen Löwen nominiert und erhielt den Preis CinemAvvenire der Internationalen Filmfestspiele von Venedig. Ménothy Cesar erhielt 2005 den Marcello-Mastroianni-Preis.

## Hintergründe
Der Film wurde in Haiti und der Dominikanischen Republik gedreht. Die Weltpremiere fand im September 2005 auf den Internationalen Filmfestspielen von Venedig statt. Am 12. September 2005 wurde der Film auf dem Toronto International Film Festival gezeigt, dem einige weitere Filmfestivals folgten. Der Film spielte in den Kinos der USA ca. 897.000 US-Dollar ein. In Frankreich zählte man ca. 48.000 Kinozuschauer.